# Shrewsbury (Massachusetts)
Shrewsbury és una població dels Estats Units a l'estat de Massachusetts. Segons el cens del 2008 tenia 33.345 habitants.

## Demografia
Segons el cens del 2000, Shrewsbury tenia 31.640 habitants, 12.366 habitatges, i 8.693 famílies. La densitat de població era de 589,3 habitants/km².
Dels 12.366 habitatges en un 34,5% hi vivien nens de menys de 18 anys, en un 60,1% hi vivien parelles casades, en un 7,5% dones solteres, i en un 29,7% no eren unitats familiars. En el 25,3% dels habitatges hi vivien persones soles el 10,5% de les quals corresponia a persones de 65 anys o més que vivien soles. El nombre mitjà de persones vivint en cada habitatge era de 2,54 i el nombre mitjà de persones que vivien en cada família era de 3,09.
Per edats la població es repartia de la següent manera: un 25,6% tenia menys de 18 anys, un 5% entre 18 i 24, un 33,4% entre 25 i 44, un 22,4% de 45 a 60 i un 13,5% 65 anys o més.
L'edat mediana era de 38 anys. Per cada 100 dones de 18 o més anys hi havia 91,4 homes.
La renda mediana per habitatge era de 64.237 $ i la renda mediana per família de 77.674$. Els homes tenien una renda mediana de 56.259 $ mentre que les dones 37.129$. La renda per capita de la població era de 31.570$. Entorn del 3,3% de les famílies i el 4,8% de la població estaven per davall del llindar de pobresa.